# قضاء أم القطين
قضاء أم القطين قضاء يقع محافظة المفرق في الأردن. ينتمي القضاء للواء البادية الشمالية الذي يضم 4 أقضية. معظم السكان في قضاء أم القطين ينتمون إلى عشائر:  العظامات، والمساعيد، الشرفات، الشنابلة (زبيد)، وعشيرة الدروز من بني معروف.